# ديفيد جون راسيل
ديفيد جون راسيل هو سياسي كندي، ولد في 29 يوليو 1931 في كالغاري في كندا. حزبياً، نشط في الرابطة التقدمية المحافظة في ألبرتا ‏. وقد انتخب عضو الجمعية التشريعية ألبرتا.